# آني كازيناف
آني كازيناف (بالفرنسية: Anny Cazenave)‏ 
نطق فرنسي: [ani kaznav]  ( أنصت)
```
هي عالمة فرنسية في 
تقسيم أرض
 وإحدى رواد قياس الارتفاع بالأقمار الصناعية، وهي تعمل في 
المركز الوطني للدراسات الفضائية
 
CNES
 ونائبة مدير مختبرات الدراسات الجيوفيزيائية والأوقيانوغرافية المكانية (LEGOS) في Observatoire Midi-Pyrénées في 
تولوز
 منذ عام 1996، منذ عام 2013 تعمل كازيناف كمديرة علوم الأرض في المعهد الدولي لعلوم الفضاء (ISSI) في 
برن
 (
سويسرا
).
```

بصفتها واحدة من العلماء البارزين في بعثات قياس الأقمار الصناعية الفرنسية / الأمريكية المشتركة فقد ساهمت في فهم أكبر لارتفاع مستوى سطح البحر الناجم عن الاحتباس الحراري العالمي، كما أن كازيناف عضوة في الهيئة اللجنة الدولية للتغيرات المناخية، وكانت المؤلف الرئيسي لأقسام مستوى البحر لتقريري التقييم الرابع والخامس.

## النشأة والتعليم
من الخلفية الأكاديمية لم يكن مقدرًا اكازيناف العمل في العلوم. ومع ذلك فقد حصلت على درجة الدكتوراه في علم الفلك الأساسي (باريس، 1969) بالإضافة إلى حصولها على درجة الدكتوراه في الجيوفيزياء من جامعة تولوز عام 1975.

## ما بعد الجامعة
من عام 1975 وحتى منتصف التسعينات عملت كازيناف على البحث عن الاختلافات الزمنية والمكانية في الجاذبية، وقد استخدمت بيانات قياس الأقمار الصناعية من SEASAT و ERS-1 و TOPEX / Poseidon لاستنباط نماذج الجاذبية للعمليات الجيودينامية في أعماق المحيطات، كما استُخدِمت النماذج لدراسة الميزات التكتونية البحرية مثل اختلافات ارتفاع المجسمات الأرضية عبر خنادق المحيطات العميقة ومناطق الكسر والتبريد الصخري والهبوط والتعويض الساكن لسلاسل الجبال البحرية.
حوّلت كازيناف تركيزها إلى علم المحيطات الفضائية في التسعينات، وباستخدام مجموعات البيانات من بعثات قياس الارتفاع بالأقمار الصناعية TOPEX / Poseidon، Jason-1، و Ocean Surface Topography Mission of Jason-2 قامت بمعالجة مشكلة ارتفاع مستوى سطح البحر العالمي، كانت من بين أوائل العلماء الذين استخدموا بيانات قياس الأقمار الصناعية لاستنباط معدل ارتفاع مستوى سطح البحر بما يقرب من ثلاثة ملم/سنة، تناولت مشكلة موازنة الميزانية العالمية لمستوى سطح البحر من خلال دمج بيانات حقل الجاذبية المعتمدة على الوقت من نظام القمر الصناعي GRACE في تحليلاتها، كما شاركت في دراسة المسطحات الأرضية للمياه من الفضاء، تهتم كازيناف بـ «قياس التغيرات الزمنية لمجال جاذبية الأرض باستخدام قياس الجاذبية الفضائية وفي تطبيقات توازن كتلة الصفيحة الجليدية والتغيير في إجمالي تخزين مياه الأرض.»
كالإيناف عضوة في الهيئة ا للجنة الدولية للتغيرات المناخية وكانت المؤلفة الرئيسي لأقسام مستوى سطح البحر في تقرير التقييم الرابع للهيئة الحكومية الدولية المعنية بتغير المناخ لعام 2007 وتقرير التقييم الخامس للهيئة الحكومية الدولية المعنية بتغير المناخ لعام 2014. وقد لفتت كالإيناف الانتباه إلى آثار تغير المناخ على ارتفاع مستوى سطح البحر. وأشارت إلى أن المناطق المسطحة للغاية مثل بنغلاديش مياهها الجوفية مهددة بسبب تملح البحر.
تم انتخاب كالإيناف في الأكاديمية الفرنسية للعلوم في عام 2004، كانت الحائزة على ميدالية وليام بووي عام 2012، وهي عضو أجنبي في الأكاديمية الوطنية للعلوم (الولايات المتحدة الأمريكية) والأكاديمية الوطنية الهندية للعلوم (الهند) والأكاديمية الملكية في بلجيكا.

## أعمال مُختارة
قامت كالإيناف بتأليف أكثر من 200 مقالة علمية للمجلات الدولية التي يراجعها الأقران.
- كازيناف، ك.فيغل، أشكال وحركات الأرض، طبعات بيلين، 1994.
- كازيناف، د. ماسونيت، الأرض من الفضاء، طبعات بيلين، 2004.

## الجوائز والتكريمات
- جائزة دويستو بلوت من الأكاديمية الفرنسية للعلوم (1979)
- ميدالية المركز الوطني للبحث العلمي الذهبية (1980)
- فارس وسام الاستحقاق الوطني (1981)
- جائزة دويستو بلوت من الأكاديمية الفرنسية للعلوم (1990)
- جائزة كوداك باث لاندوتشي من الأكاديمية الفرنسية للعلوم (1996)
- زميل الاتحاد الجيوفيزيائي الأمريكي (AGU) (1996)
- ضابط في وسام الاستحقاق الوطني (1997)
- وسام فينينغ مينيز من الجمعية الجيوفيزيائية الأوروبية (1999)
- فارس جوقة الشرف (2000)
- وسام آرثر هولمز والعضوية الفخرية (2005)[17]
- قائد وسام الاستحقاق الوطني (2007)
- جائزة مانلي بيندال، الميدالية الأولى ألبرت موناكو، معهد علوم المحيطات (2008)
- عضو أجنبي منتخب في الأكاديمية الوطنية الأمريكية للعلوم (2008)
- ضابط فيلق الشرف (2010)
- جائزة إميل جيراردو الأكاديمية البحرية (2010)
- انتُخبت في الأكاديمية الوطنية الهندية للعلوم (2011)
- وسام باووي من الاتحاد الجيوفيزيائي الأمريكي (2012)
- الضابط الأكبر في وسام الاستحقاق الوطني (2015)
- جائزة جورج لوميتر من الجامعة الكاثوليكية للوفان (2015)
- جائزة مؤسسة BBVA لحدود المعرفة (2018) بالاشتراك مع جوناثان غريغوري وجون تشيرتش

## روابط خارجية
- مقابلة مع كازيناف (فيديو)